# 湯けむりドクター華岡万里子の温泉事件簿
『湯けむりドクター華岡万里子の温泉事件簿』（ゆけむりドクター はなおかまりこの おんせんじけんぼ）は、2005年から2013年までテレビ東京・BSジャパン共同制作で放送されたテレビドラマシリーズ。全7回。主演はかたせ梨乃。
放送枠は「水曜ミステリー9（第1期）」（第1作 - 第4作）、「水曜ミステリー9（第2期）」（第5作 - 第7作）。

## 登場人物

### 華岡診療所
華岡万里子
演 - かたせ梨乃
長野県旧松代町・松代温泉にある奥信濃村の診療所「華岡診療所」の医師。平日は午前の宅診と、午後の往診という勤務をこなしている。
外科医であり、2003年から温泉療法医の認定を受け、長野県警の嘱託医でもある。かつては東京の大学病院の心臓外科医で監察医だったが、6年前に夫を事故で亡くした事から、2年前に娘と2人で東京から移り住む（第1作）。特技は剣道。
青田富士子
演 - 三林京子
看護師。

### 長野県警察
桃井真太郎
演 - 寺門ジモン（第1作 - 第4作）
長野西署中ノ沢駐在所の警官。万里子に気があるため、彼女からの多少の無理を聞いてくれる。
栗田丸男
演 - 三波豊和（第5作 - ）
駐在。
東幹生
演 - 境浩一朗（第1作 - 第4作）
捜査員。犬丸の部下。
柿沼公介
演 - 黒田尚樹（第5作・第6作）
長野県警の刑事。犬丸の部下。
蟹江秀一
演 - 草野康太（第6作・第7作）
長野県警の刑事。犬丸の部下。
犬丸剛
演 - 渡辺哲
長野西警察署の主任刑事。階級は警部補。第3作からは長野県警の刑事。

### その他
志村仙吉
演 - 石井愃一
奥信濃村の村長。毎日一度は病気予防として診療所を訪れるも、本当は万里子に会うことが目的である。
華岡芽衣
演 - 尾崎千瑛
万里子の娘。小学5年生（第1作） → 小学6年生（第2作） → 中学1年生（第3作） → 中学2年生（第4作） → 高校2年生（第5作）。
東京に住んでた頃は生後3か月で皮膚炎に悩まされて学校も休みがちだったが、移り住んで以降は元気に回復する。中学2年になり、下宿先を考慮した高校進学を検討している（村内に高校がないため）。
桑原顕介
演 - 倉石功（第1作）
長野医科大学付属病院の医師で、監察医。万里子の医大時代の先輩のため、彼女を昔からよく知り、彼女を「万里ちゃん」と呼ぶ。

### ゲスト
第1作「死体は語る」（2005年）
- 寺田光代（悠一の母） - 佐々木すみ江
- 大沢哲也（フリーライター） - 松澤一之
- 樋口康雄（不動産会社社長） - 津村鷹志
- 津島香織（村役場の職員・節子の一人娘） - 建みさと
- 杉山貴之（市会議員・香織の婚約者） - 佐伯直之
- 佐々木昭三（村人・移動販売業） - 石立鉄男
- 寺田悠一（医師・3年前死亡） - 加藤智明
- 妊婦 - 福原百合
- 患者 - 本多晋
- 湯治客 - 齋藤修
- 赤木吾郎（湯治宿「桃源」従業員・前科者） - 遠藤憲一
- 津島節子（湯治宿「桃源」女将） - 星由里子

第2作「山姥の唄」（2006年）
- 木村民子（温泉宿「清風荘」女将） - 宇津宮雅代
- 島田秀夫（満の兄） - 大門正明
- 西川里佳子（温泉宿の宿泊客） - 今村恵子
- 田中勝（本名「工藤勝利」） - 西川忠志
- 山田良夫（本名「坂上敏男」） - 山崎銀之丞
- 松本寿子（良太の母） - 小柳友貴美
- 松本一郎（良太の父） - 才藤了介
- 安藤康夫（住職） - 吉沢眞人
- 松本良太（華岡芽衣の幼馴染） - 丸山隼
- 島田喜代子（秀夫の妻） - 橘ユキコ
- 島田満（早苗の夫・8年前失踪） - 草見潤平
- 木村信之（温泉宿「清風荘」板前・民子の息子） - 古本新乃輔
- 真弓 - 中家佐奈
- 八千代（早苗の居た浅草置屋女将） - 樋田慶子
- 島田早苗（元芸者） - 藤真利子

第3作「狐の嫁入り」（2007年）
- 森山朝美（住川商事 元派遣社員・孝志の婚約者） - 藤谷美紀
- 雲野孝志（住川商事 元社員） - 林泰文
- 松井多喜（温泉宿「雲水館」仲居） - 絵沢萌子
- 原田敏弘（住川商事 社員） - 大沢健
- 河合美和子（住川商事 派遣社員） - 長宗我部陽子
- 西野健一（住川商事 営業部長） - 伊藤洋三郎
- 坂木（警視庁捜査一課 刑事） - 満田伸明
- 医師 - 千田孝康
- 神主 - 名取幸政
- 北島（町工場の社長・15年前死亡） - 天現寺竜
- 瓜生可南子（警視庁捜査一課 警部補） - 阿知波悟美
- 岩倉貫治（朝美の父・偽名「鈴木」） - 山本圭
- 雲野千鶴子（温泉宿「雲水館」女将・孝志の母） - 馬渕晴子

第4作「天狗の神隠し」（2008年）
- 辻村鏡花（温泉宿「つじむら」若女将・花枝の娘） - 宮本真希
- 辻村知基（温泉宿「つじむら」若旦那・鏡花の夫・入婿） - 池内万作
- 篠原恵理子（温泉宿「つじむら」仲居） - 街田しおん
- 吉沢晴男（山伏） - 赤星昇一郎
- 川嶋省吾（東京から来た雑誌社のカメラマン） - ヘイデル龍生
- 川端正一（温泉宿「つじむら」料理長） - 牧徹
- 林業作業員 - 志賀正人
- 天狗祭りの参加者 - 斉藤コータ
- 平田雅之（恵理子の元夫・会社員） - エド山口
- 猿橋慶一郎（長野県警 警視） - 木下ほうか
- 遠山美音子（主婦） - 丘みつ子
- 辻村花枝（温泉宿「つじむら」女将） - 松原智恵子

第5作「信州・龍神ヶ池伝説殺人事件」（2011年）
- 黒沢百合（利一の娘） - 原千晶
- 黒沢龍彦（百合の弟・利一の息子） - タモト清嵐
- 永井茂（黒沢総合建設 社員・運転手） - 中本賢
- 森宮崇史（森宮林業 社長） - 鳥羽潤
- 清水良平（温泉旅館「山の湯」主人・森宮の幼馴染） - 伊東孝明
- 猿渡健（長野県警 刑事・捜査本部長） - 坂元亮介
- 谷口（消防団員） - 小池喬也
- 龍神まつりの参加者 - 沖隆二郎、南ななる
- 志乃（龍神ヶ池に入っていった女性） - 椿弓里奈
- 黒沢利一（黒沢総合建設 社長） - 清水綋治
- 黒沢信夫（黒沢総合建設 専務・百合の夫・入婿） - 野村宏伸

第6作「信州・姥捨山伝説殺人事件」（2012年）
- 真田徳春（福祉事業「マザーエイド」経営者・以蔵の支援者） - 国広富之（少年期：小室優和）
- 二本木松子（独居老人） - 大方斐紗子
- 升川俊之介（升川酒造 専務・以蔵の弟） - 湯江健幸
- 升川以蔵（升川酒造 社長） - 大高洋夫
- 升川七恵（以蔵の妻） - 大塚良重
- 小唄 - 貴詞いち子
- 山藤ミキ（升川酒造 杜氏見習い・実家は山藤バイオテックス） - 芹澤みづき
- 倅役の少年 - 光平崇弘
- 松岡善吉（升川酒造 杜氏） - 米倉斉加年
- 升川幸代（先代社長の後妻・以蔵と俊之介の義母） - 淡路恵子（若き日：小森琴世）

第7作「赤い殺意〜禁断の果実を抱く女〜」（2013年）
- 野中果織（求の妻・霞沢の同級生） - 野村真美
- 霞沢精二（フルーツプロデューサー） - 川野太郎
- 金村源蔵（金村農園 社長） - 螢雪次朗
- 野中求（武次郎の息子） - 井田國彦
- 金村美里（源蔵の妻・謙吉の元妻） - 鳥居かほり
- 貴島光太郎（長野西警察署 刑事） - 小磯勝弥
- 金村勇樹（美里の連れ子） - 長倉正明（少年期：多田ここと）
- 元村ケンジ（元プロサッカー選手） - 辞本直樹
- 野中進一（求と果織の息子） - 福井啓太
- 堤京子（霞沢のマネージャー） - 加茂美穂子
- 伊三夫（勇樹の悪友） - 遠藤巧磨
- 疋間（銀座千疋屋 店員） - 加門良
- リポーター - 松本眞佳
- 医師 - 福田賢二
- 金村農園 店員 - 小泉麻耶
- 女子アナ - みわ優子
- 沢口謙吉（温泉施設スタッフ・元リンゴ農家） - 小林隆
- 野中武次郎（リンゴ農家） - 平泉成

## スタッフ
- 脚本 - 野口ゆかり（第1作 - 第5作）、吉川次郎（第6作 - ）
- 監督 - 村田忍（第1作）、水谷俊之（第2作 - ）
- 撮影 - 布川潤一（第2作）、崎真一（第3作）、金澤賢晶（第6作）
- 照明 - 目時威邦（第2作 - 第3作、第6作）
- VE - 福留克世（第2作）、高井祐二（第3作）、石田伸夫（第6作）
- 美術 - 乙竹恭慶（第2作）
- 音声 - 吉田隆（第2作 - 第3作）、谷山一也（第6作）
- 編集 - 目崎和恵（第1作 - ）
- 記録 - 唐崎真理子（第1作）、中田秀子（第2作）、杉山昌子（第3作 - ）
- 装飾 - 山澤克明（第2作）、松永一太（第6作）
- 衣裳 - 岡村美香（第2作）、今恵子（第6作）
- メイク - 鎌田真由美（かたせ梨乃担当）（第2作、第6作）、直江広武（藤真利子担当）（第2作）、渡辺順子（第2作）、中尾あい（第6作）
- スタイリスト - 川端身永子（かたせ梨乃担当）（第2作）、平野真智子（かたせ梨乃担当）（第6作）、梶原寛子（藤真利子担当）（第2作）
- 技斗 - 高瀬将嗣（第2作 - 第3作）
- 撮影協力 - ながのフィルムコミッション
- プロデューサー - 松本篤信（第1作）、岡部紳二（第1作）、只野研治（第2作 - 第3作）、杉村治司（第1作 - ）
- 制作 - テレビ東京、BSジャパン、テレパック

## 放送日程
| 話数 | 放送日         | サブタイトル                   | 脚本       | 監督     |
| ---- | -------------- | ------------------------------ | ---------- | -------- |
| 1    | 2005年12月28日 | 死体は語る                     | 野口ゆかり | 村田忍   |
| 2    | 2006年12月20日 | 山姥の唄                       | 野口ゆかり | 水谷俊之 |
| 3    | 2007年11月07日 | 狐の嫁入り                     | 野口ゆかり | 水谷俊之 |
| 4    | 2008年10月29日 | 天狗の神隠し                   | 野口ゆかり | 水谷俊之 |
| 5    | 2011年12月28日 | 信州・龍神ヶ池伝説殺人事件     | 野口ゆかり | 水谷俊之 |
| 6    | 2012年07月04日 | 信州・姥捨山伝説殺人事件       | 吉川次郎   | 水谷俊之 |
| 7    | 2013年03月13日 | 赤い殺意〜禁断の果実を抱く女〜 | 吉川次郎   | 水谷俊之 |

## 遅れネット
- 山陰放送では、第4作を2008年12月11日の『BSSアフタヌーンスペシャル』枠で初放送している。